# Stichting Productieve Werkeenheden
De Stichting Productieve Werkeenheden (SPWE) is een Surinaams vakopleidingsinstituut met praktische basistrainingen en trainingen in opzetten van een eigen onderneming. Het is een overheidsinstantie en eigendom van het ministerie van Arbeid.
De SPWE werd in circa januari 1977 opgericht, met het doel jongeren op te leiden in praktische beroepen. Producten die werden gemaakt tijdens de opleiding, werden toen afgezet tijdens verkoopsdagen. In 1978 was er een arbeidsconflict tussen de directeur en minister Pannalal Parmessar. In 1985 vonden er stakingen plaats bij de organisatie.
Tot de doorstart in 2019 bood de SPWE een trainingsaanbod variërend van ondernemerschap, klantvriendelijkheid, beveiliger, timemanagement, magazijnbeheer en bedrijfsmanagement tot interne controle. De opleidingen vonden op locaties in geheel Suriname plaats. Daarnaast werkte het samen met initiatieven van andere organisaties, zoals met de VES, STOCPA en IntEnt in 2011 in de organisatie van een conferentie over de ontwikkelingsmogelijkheden van cassave.
In 2016 kwam de SPWE in de financiële problemen en sloot ze twee jaar lang de deuren. In 2019 maakte ze de herstart op Ons Erf aan de Prins Hendrikstraat 17 in Paramaribo. Ook sindsdien richt ze zich op praktische basistrainingen en ondernemerschap, met het voornemen meer dan ervoor op de doelgroep zelf af te gaan.